# Licet de vitanda
Licet de vitanda е апостолическа конституция, издадена от папа Александър ІІІ на 19 март 1179 г. по време на Третия латерански събор.

## Причини за издаване
До 1179 г. при избор на папа чрез гласуване, е достатъчно обикновено мнозинство. На конклава на 7 септември 1159 г., след смъртта на папа Адриан IV, мнозинството от присъстващите в базиликата „Свети Петър“ кардинали (25 от 29) гласуват за кандидатурата на Роландо Бандинели, който е провъзгласен за папа Александър ІІІ. Когато новоизбраният папа трябвало да облече папската мантия, неочаквано за всички, кардинал Отавиано ди Монтичело изтръгва от ръцете на Алексанъда III папската мантия и излиза сред народа, за да бъде обявен за папа. След последвалия скандал, Александър III и неговите привърженици напускат базиликата, а Отавиано ди Монтичели ооблича друга, предварително подготвена папска мантия, и е провъзгласен от останалите трима кардинали и намиращите се в храма духовници за папа Виктор ІV. За времето на своя понтификат (7 септември 1159 – 30 август 1181) на Александър III се налага да се бори с четирима антипапи, поддържани от отделни групи кардинали.

## Установяване на квалифицирано мнозинство
Конституцията въвежда важни правила относно изборите на римски папа. Папа Александър III постановява, че всеки кандидат по време на изборите, за да бъде избран, трябва да получи гласовете на най-малко две трети от кардиналите с право на глас.
На 5, 14 и 19 март 1179 г. се провеждат и заседанията на събора, който гласува 27 канона, като потвърждава постановленията на папската конституция. Съгласно канон 1, гласуван от събора кандидатът за папа може да се смята за избран, само в случай, че за него гласуват две трети от кардиналите с право на глас. Ако кандидатът, който не е събрал необходимия брой гласове, въпреки резултатите от гласуването, се обяви за папа, той и неговите поддръжници подлежат на отлъчване от църквата.